# Edgar Salazar Sepúlveda
Edgar Salazar Sepúlveda es un pelotari mexicano. Inició su actividad como frontenista en la especialidad de Paleta Goma, Palas Españolas y el Frontenis. Consiguió la medalla de oro en la especialidad de frontenis en el I Campeonato Mundial de Pelota Vasca Juvenil celebrado en Uruguay en 1984. En 1987 recibió mención honorífica del Premio Nacional de la Juventud de Deportes y logró los máximos honores dentro del Torneo Nacional de Maestros de Frontenis Individual de Primera Fuerza. En 1991 se coronó Campeón de los Juegos Centroamericanos y del Caribe de La Habana, Cuba dentro de la categoría Paleta Goma, Frontón Dobles y Frontenis Dobles. Durante el Campeonato del Mundo de Pelota Vasca de 1986 ganó la medalla de oro en la especialidad de paleta goma junto a Jaime Salazar Sepúlveda. Para el Campeonato del Mundo de Pelota Vasca de 1990 logró la medalla de bronce en la especialidad de frontenis junto a su hermano, pero para el Campeonato del Mundo de Pelota Vasca de 1994, ambos ganaron la medalla de oro en la especialidad de frontenis y la medalla de oro en la especialidad de paleta goma junto a Homero Hurtado Cardiel.  En 1995 obtuvo la medalla de oro de los Juegos Panamericanos de 1995 y fungió como Presidente de la Asociación Estatal de Frontón de Monterrey. Para el Campeonato del Mundo de Pelota Vasca de 1998 repitió la medalla de oro en Frontenis al lado de su hermano Jaime y además obtuvo la medalla de plata en la especialidad de paleta goma al lado de Homero Hurtado Cardiel. En el Campeonato del Mundo de Pelota Vasca de 2002 obtuvo la medalla de plata en la especialidad de paleta goma junto a Homero Hurtado Cardiel. 